# Susan Seeber
Susan Seeber (* 1964) ist eine deutsche Wirtschaftspädagogin und Hochschullehrerin an der Georg-August-Universität Göttingen.

## Leben
Von 1984 bis 1989 studierte sie Wirtschaftspädagogik an der Humboldt-Universität zu Berlin (Diplomökonompädagogin). Von 1989 bis 1992 absolvierte sie ein Promotionsstudium an der Humboldt-Universität zu Berlin. Nach der Promotion zum Dr. paed. war sie  von 1992 bis 1995 Bereichsleiterin in der Gesellschaft für Soziale Unternehmensberatung in Berlin. Von 1995 bis 2006 war sie wissenschaftliche Mitarbeiterin und wissenschaftliche Assistentin in der Abteilung für Wirtschaftspädagogik am Institut für Erziehungswissenschaften der Humboldt-Universität zu Berlin. Von 2006 bis 2010 war sie wissenschaftliche Mitarbeiterin und von 2008 bis 2010 Koordinatorin des Nationalen Bildungsberichts am Deutschen Institut für Internationale Pädagogische Forschung (DIPF) in Frankfurt am Main/Berlin. Nach der Habilitation 2008 an der Universität Hamburg (Venia legendi für allgemeine Erziehungswissenschaft unter besonderer Berücksichtigung der Berufs- und Wirtschaftspädagogik) ist sie seit 2010 Professorin für Wirtschaftspädagogik und Personalentwicklung an der Georg-August-Universität Göttingen. Sie lehnte 2010 den Ruf auf die W3-Professur für Erziehungswissenschaft mit dem Schwerpunkt Berufspädagogik an der Universität Paderborn und auf die W3-Professur für Berufspädagogik an der Universität Dortmund, 2013 den Ruf auf die W3-Professur für Wirtschaftspädagogik an der Otto-Friedrich-Universität Bamberg und 2016 den Ruf auf die W3-Professur für Wirtschaftspädagogik an der Humboldt-Universität zu Berlin ab. Seit 2020 ist sie Mitglied der Ständigen Wissenschaftlichen Kommission der Kultusministerkonferenz.
Ihre Forschungsgebiete sind Kompetenzdiagnostik in der kaufmännischen Aus- und Weiterbildung, Digitalisierung in der kaufmännischen Ausbildung – Implikationen für Lehren und Lernen, Forschung zur Förderung und Messung von beruflichen Kompetenzen für Nachhaltigkeit in der kaufmännischen Ausbildung, Professionalisierung des Lehr- und Ausbildungspersonals und Monitoring in der beruflichen Bildung, insbesondere zu sozialen Disparitäten am Übergang in die berufliche Ausbildung und in der Teilhabe an beruflicher Weiterbildung.

## Schriften (Auswahl)
- Entwicklung von beruflicher Handlungskompetenz durch den Einsatz tätigkeitsorientierter Aufgaben komplexen Charakters in der beruflichen Erstausbildung von Industriekaufleuten. Berlin 1992, OCLC 722012870.
- mit Astrid Neben: Mitarbeiterbefragung zu den wahrgenommenen Arbeitsbedingungen an Berliner berufsbildenden Schulen. Endbericht. Berlin 2002, OCLC 76514382.
- mit Dieter Squarra: Lehren und Lernen in beruflichen Schulen. Schülerurteile zur Unterrichtsqualität. Frankfurt am Main 2003, ISBN 3-631-38484-X.
- mit Martin Baethge, Meike Baas, Maria Richter, Robin Busse und Christian Michaelis: Ländermonitor berufliche Bildung 2017. Leistungsfähigkeit und Chancengerechtigkeit – ein Vergleich zwischen den Bundesländern. Bielefeld 2017, ISBN 3-7639-5936-X.